# Zamek w Piławcach

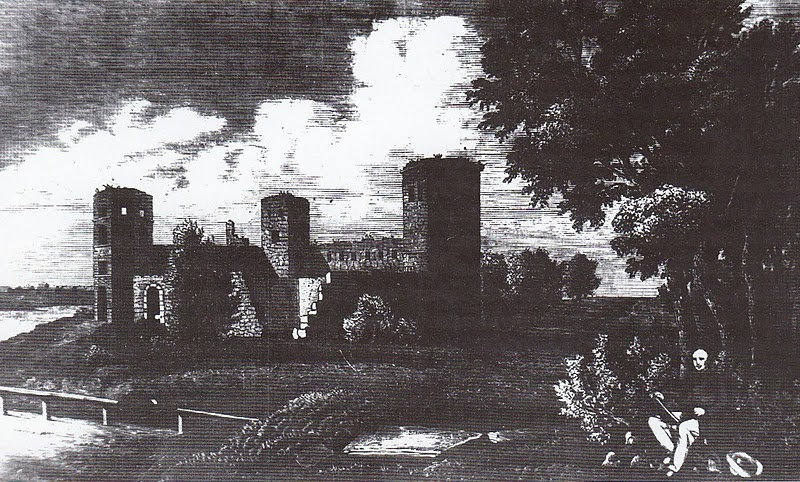
Zamek

Zamek w Piławcach – zamek wybudowany na początku XVI w. w Piławcach.

## Historia
Zamek w Piławcach powstał w 1501 roku, nad południowym (prawym) brzegiem rzeki Ikwy (Piławy). Po 1640 roku, gdy król Polski Władysław IV Waza nadał miejscowość oo. dominikanom, zbudowano nowy murowany zamek z narożnymi dwupiętrowymi basztami. Dwie były sześcioboczne. Obwód murów zamku wynosił ponad 200 metrów.
Podczas powstania Chmielnickiego zamek nazywany był lichym zameczkiem i kurnikiem.

## Linki zewnętrzne

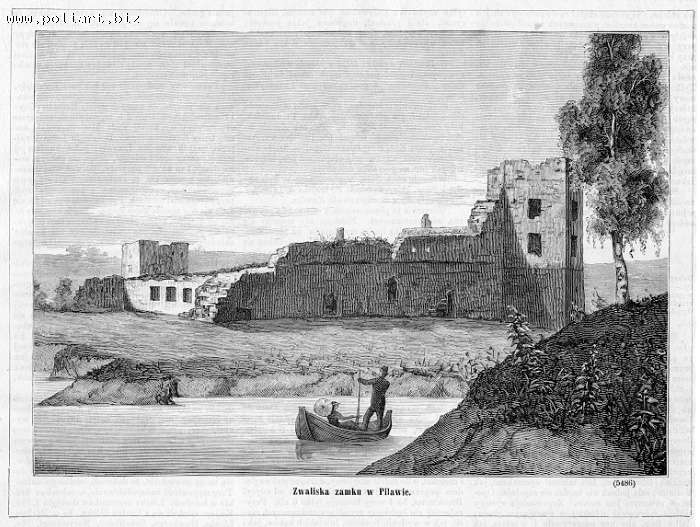
Zamek w 1879